# Hill-Nunatak (Mac-Robertson-Land)
Der Hill-Nunatak ist ein kleiner und dunkler Nunatak im ostantarktischen Mac-Robertson-Land. Im südlichen Teil der Prince Charles Mountains ragt er am nordwestlichen Ende des Massivs von Mount Seddon auf.
Luftaufnahmen der Australian National Antarctic Research Expeditions aus dem Jahr 1956 dienten seiner Kartierung. Benannt ist er nach Vivian J. Hill, Funker auf der Mawson-Station im Jahr 1960.